# Marin Carić
Marin Carić (Hvar, 1947. – ?, 3. prosinca 2000.) bio je hrvatski kazališni, televizijski i radijski redatelj.

## Životopis
Marin Carić rođen je 1947. u Hvaru. Gimnaziju je završio u Šibeniku, a Filozofski fakultet i Akademiju dramskih umjetnosti u Zagrebu. Vodio je Dramu Hrvatskog narodnog kazališta u Splitu, a do 1992. bio je umjetnički direktor kazališta Marin Držić u Dubrovniku. Od 1992. do 1998. radio je kao pomoćnik ravnatelja zagrebačkog kazališta Komedije, gdje je do svoje smrti bio umjetnički savjetnik. Na Akademiji dramskih umjetnosti bio je docent na odjelu režije. Kao redatelj radio je i u osječkom, riječkom i pulskom kazalištu te u hvarskom Pučkom kazalištu.
Carić je, među ostalim, režirao Prikazanje života svetog Lovrinca Mučenika (Hvar, 1970.), Robinju (Split, 1975.), Juditu i Dunda Maroja (Splitsko ljeto, 1985.) i Prozerpinu ugrabljenu (dubrovačko Kazalište Marin Držić, 1989.) U Zagrebu, u kazalištu Kerempuhu, režirao je Cinca i Marinka te niz predstava u Komediji, čiji je bio stalni član. Među ostalim, režirao je Shakespeareovu Komediju zabuna, Brešanove Velike manevre u tijesnim ulicama, Brechtovu i Weillovu Operu za tri groša i Džubranov Isus, sin čovječji. Režirao je i lutkarske predstave na Dubrovačkim ljetnim igrama, na Festivalu djeteta u Šibeniku, te u Zadru, Splitu i drugdje.
HRT je na 10. obljetnicu njegove smrti snimio dokumentarni film o njemu Čovjek koji je živio kazalište – Marin Carić, a Hrvatski centar ITI objavio opsežnu monografiju.